# 厄普舍縣 (德克薩斯州)
厄普舍縣（英語：Upshur County）是美國德克薩斯州東北部的一個縣。面積1,535平方公里。根據美國2000年人口普查，人口共有35,291人。縣治吉爾默（Gilmer）。
成立於1846年4月27日。本縣紀念曾任國務卿、海軍部長的埃布爾·P·厄普舍（Abel Parker Upshur）。